# Chris Stuckmann
Christopher Stuckmann (15 de abril de 1988) é um crítico de cinema, autor, cineasta e youtuber americano. Até junho de 2019, Stuckmann tinha 1,5 milhões de inscritos em seu canal do Youtube e mais de 425 milhões de visualizações. Considerado um dos críticos de cinema da internet mais influentes dos tempos recentes, suas avaliações são utilizadas no site agregador Rotten Tomatoes para dar nota oficial aos filmes. Ainda é membro da Broadcast Film Critics Association.